# Delphi Prism
Delphi Prism – język programowania, który wywodzi się z języków Oxygene oraz Delphi.NET. Umożliwia tworzenie programów pod platformy .NET, Mac i Linux (obsługa Mono). Niemalże cała składnia Delphi Prism pochodzi z języka Oxygene. Z języka Delphi.NET zostały zaimplementowane najsilniejsze technologie, takie jak DBX4 i DataSnap oraz kilka innych, których nie ma w Oxygene.

## Szerzej o języku Delphi Prism
- Delphi Prism jest zorientowane na aplikacje bazodanowe i dostarcza programistom architekturę dostępu do baz danych poprzez dbExpress. Architektura ta jest zintegrowana w ramach ADO.NET i pozwala na dostęp klientów do wielu baz danych. Programiści ASP.NET mogą wykorzystać wbudowane mechanizmy bezpieczeństwa (ang. membership), role (ang. roles), profile (ang. profiles) oraz inne właściwości dostarczane przez interfejs ASP.NET dla różnych bazodanowych rozwiązań klienckich.
- Delphi Prism obsługuje technologie Windows Forms, Windows Presentation Foundation (WPF), ASP.NET, LINQ oraz Silverlight.
- Delphi Prism obsługuje typy generyczne i sekwencje (ang. sequences)
- Delphi Prism obsługuje funkcje programowania współbieżnego (ang. parallel computing)

1. pętle równoległe (ang. paralel loops),
2. asynchroniczne bloki,
3. programistyczne mechanizmy kontroli dostępu synchronicznego (lokowanie, sekcje bezpieczne)

Kompilator Delphi Prism generuje kod wynikowy zgodny z kompilatorem CLS, dzięki czemu programiści mają pełny dostęp do wszystkich językowych i wykonawczych funkcji .NET 3.5

## Środowisko programistyczne
Delphi Prism przeznaczone jest dla środowiska programistycznego Microsoft Visual Studio 2008. Istnieją dwie wersje pakietu: bez środowiska, przeznaczona jako dodatek do istniejącej instalacji Visual Studio oraz samodzielna, zawierająca to środowisko jednak okrojone z kompilatorów Microsoftu (C++, C#, Visual Basic).